# Villa Rustica (Lussas-et-Nontronneau)
Bei der Villa Rustica von Lussas-et-Nontronneau handelt es sich um die Reste eines römischen Landgutes in Lussas-et-Nontronneau im Département Dordogne, Frankreich. Die Fundstätte ist seit dem 21. Dezember 1984 als Monument historique eingeschrieben.

## Lage

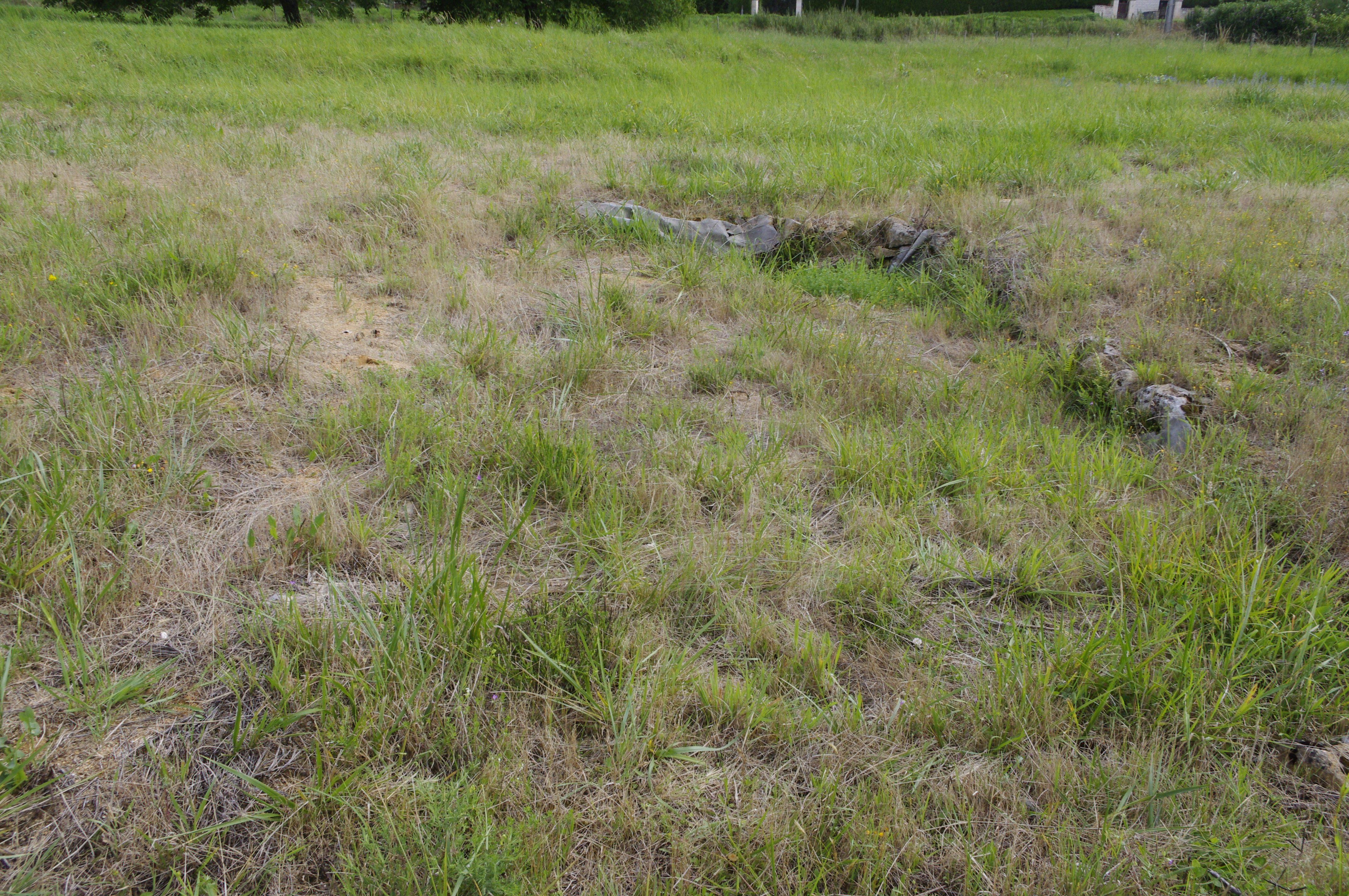
Das Feld mit den Überresten der Villa Rustica

Die Fundstätte kann über eine Kommunalstraße, die beim Weiler Villejalet von der D 75 von Nontron nach Javerlhac nach links abzweigt, erreicht werden. Sie liegt auf rund 180 Meter Meerhöhe, zirka 50 Meter rechterhand in einem Feld unmittelbar vor Erreichen der Ortschaft Nontronneau.

## Geologie
Die Fundstätte bildet Teil einer alluvialen Plateaufläche oberhalb des nach Nordwesten abfließenden Bandiattales, und zwar auf dessen linker Talseite. Im tieferen Untergrund stehen hier rekristallisierte Kalke des Doggers an, die aber von kolluvialen Alteriten der letzten beiden Vereisungen des Pleistozäns maskiert werden.

## Geschichte
Die Villa Rustica wurde im Jahr 1967 während einer Dürreperiode entdeckt. Große Teile der Villa wurden unter der Leitung von L. Le Cam zwischen 1970 und 1984 ausgegraben. Zwischen 2002 und 2005 erfolgte eine weitere Ausgrabungskampagne.

## Beschreibung
Die Reste bedecken ein Areal von etwa 3600 Quadratmeter. Zentrum der Anlage ist ein großes Peristyl. Im Westen befindet sich eine Raumgruppe mit einem Atrium in der Mitte. Im Norden und Osten schließen sich Reihen von Prunk- und Empfangsräumen an das Peristyl an. An der Nordwest-Ecke befindet sich ein Bad (Thermen) als unabhängiger Gebäudekomplex. Zwei Räume hatten Hypokausten. Hier wurde auch ein Relief entdeckt, das zwei Hirsche zwischen zwei Bäumen zeigt. Die Villa war vom ersten bis zur Mitte des dritten Jahrhunderts bewohnt.
Es lassen sich drei Bauphasen unterscheiden:
- ursprüngliche Erbauung unter den Flaviern (69 bis 96)
- erste Erweiterung im 2. Jahrhundert
- zweite Erweiterung in der Mitte des 3. Jahrhunderts, Errichtung des Bades.

## Jetziger Zustand
Offensichtlich waren keine Mittel vorhanden, um einen Schutzbau über der Anlage zu errichten. Außerdem befindet sich der gallorömische Villenkomplex bei Nontronneau in Privatbesitz und so wurde er nach dem Ende der Forschungskampagne wieder mit Sand bedeckt, um die Konservierung zu garantieren. Aktuell befindet sich die Anlage in einem bedauernswerten Zustand, nur noch ein paar Mauerstümpfe ragen aus der eingebrachten Überdeckung hervor.